# Sai Mai
Sai Mai (Thai: สายไหม) is een van de vijftig districten (khet) van de hoofdstad van Thailand, Bangkok. Het telde (anno 2005) ruim 162.000 inwoners en is een van de meest noordelijke districten. Het heeft een oppervlakte van 44,615 km² en een bevolkingsdichtheid van 3649/km². Aangelegen districten zijn (met de klok mee) Khlong Sam Wa, Bang Khen, Lak Si en Don Muang. Het grenst in het noorden aan de provincie Pathum Thani. "Sai Mai" was de naam van een muban (subdivisie van een tambon, wat hetzelfde is als een kwaeng - subdivisie van een district - maar dan buiten Bangkok) in tambon Khu Khot, Changwat Pathum Thani. Het werd afgesplitst van het district Bang Khen en in 1940 werd het een apart tambon. Op 21 november 1997 werd het een khet (district) door de sterke bevolkingsgroei in dit gedeelte van Bangkok.

## Indeling
Het district is opgedeeld in drie subdistricten (Khwaeng).
- Sai Mai (สายไหม)
- O Ngoen (ออเงิน)
- Khlong Thanon (คลองถนน)